# 1287
1287 (MCCLXXXVII) je bilo navadno leto, ki se je po julijanskem koledarju začelo na sredo.

## Dogodki

### Naravne nesreče
- februar - Katastrofalne poplave, ki so posledica silovitega orkana, odplavijo večkilometerske pasove obale jugovzhodne Anglije skupaj s pristanišči. Posebej je prizadeta trgovska konfederacija petih pristaniških mest Cinque Ports (Hastings, New Romney, Hythe, Dover, Sandwich). Edino Dover ostane pristaniško mesto, ostala območja pa so poplavljena ali pa nasuta s sendimenti.

- avgust - Potres v Bretaniji uniči pristaniško mesto Vannes.
- 14. december - Povodenj na dan Svete Lucije: ponoven katastrofalen orkan, ki ubije na tisoče ljudi in spremeni obalo Nizozemske ter Anglije. Na Nizozemskem povodenj pomori več kot 50.000 ljudi. Posledice:
  - Nastanek otočnega nasipa Zuiderzeeja in poplavnega kanala z naravnim pristaniščem, ki poveže prej nepomembno agrarno vasico Amsterdam s Severnim morjem ( ← 1170).
  - Območje jugovzhodne Anglije je bilo prizadeto že na začetku tega leta. To neurje pa huje zadane obalo in notranjost Lincolnshireja, Cambridgeshireja, Norfolka in Suffolka.

### Vojna siciljanskih večernic
- 17. januar - Potem ko je aragonski kralj Alfonz III. osvojil kraljevino Majorko in s tem kaznoval svojega strica Jakoba II. za kolaboriranje s Francozi, osvoji še avtonomno muslimansko žepno kraljevino Minorko in s tem zaključi proces rekonkviste na Balearih. Muslimansko prebivalstvo je zasužnjeno in prodano na tržnicah na Ibizi, Valenciji in Barceloni.
- 27. februar - Novi neapeljski kralj Karel II. Anžujski se naveliča ujetništva in prizna aragonskega princa Jakoba za novega sicilskega kralja. Papež Honorij IV. razglasi sporazum za ničen. Proti Alfonzu III. je papež bolj pomirljiv in preko diplomatskih predstavnikov angleškega kralja Edvarda I. stečejo pogajanja za ureditev razmer (priznanje statusa quo, preklic izobčenja). Politične napetosti se pojavijo tudi med bratoma. Alfonz III. poskuša izriniti Jakoba s Sicilije, pri tem pa ga ovira tudi lastno plemstvo, ki se boji Alfonzove prevelike politične moči. Alfonz III. popusti pred plemstvom in podpiše dokument Unión de Aragón, ki je v določilih podoben angleški Magni Carti. 1288 ↔
- 3. april - Umre papež Honorij IV.. Sedisvakanca traja 10 mesecev. 1288 ↔
  - Aragonsko-sicilska flota pod vodstvom admirala Rogerija iz Lurije nadaljuje z roparskimi pohodi ob obali Ifrikije. To leto opleni otočje Kerkenna.

### Mongolski imperij
- Tretja mongolska invazija na Vietnam: Mongoli vdro v Vietnam z okoli pol milijona vojaki tako po morju kot po kopnem. Vietnamski generali ponovno stavijo vse na gverilsko vojno, uničevanje odvečnih zalog, poznavanje terena in taktično mobilnost vietnamske vojske, zato se izogibajo spopadu z mongolsko glavnino. Vietnamcem uspe uničiti mongolski oskrbovalni konvoj in s tem zaustaviti napredovanje Mongolov. 1288 ↔
- Mongolska invazija na Burmo: Mongoli pod vodstvom Kublajkana[1] odločujoče porazijo vojsko Paganskega kraljestva in s tem končajo njegov več stoleten obstoj.
  - Tajska: kralj Lanne Mangraj in kralj Suhotaja Ram Khamhaeng, ki oba mejita na po novem mongolsko Burmo, prenehata medsebojne sovražnosti.
- Ilkanat: kan Ilkanata Argun pošlje nestorijanskega diplomata Rabbana Bar Saumo na evropske dvore, da bi sklenil zavezništvo za novo križarsko vojno proti egiptovskim mamelukom. Večinoma pomorska pot ga vodi preko Trapezunta do Konstantinopla, kjer se ustavi na dvoru Andronika II. in potem preko Neaplja do Rima, kjer čaka na izvolitev novega papeža. 1288 ↔
- Zlata horda: pod verjetnim pritiskom de facto vladarja Nogaj Kana in sposobnejšega generala Teluboge abdicira mongolski kan Zlate horde Tuda Mengu in sicer v korist slednjega. Novi kan Telubuga opravi to leto še eno uspešno plenitev po Poljski. Mongoli oplenijo Lublin, Mazovijo, Sandomierz in Sieradz, vendar so zavrnjeni pri Krakovu.
- Mandžurija: Kublajkan zatre upor mongolskega plemiča Najana, ki poskuša združiti svoje sile s Kaidujevo vojsko v osrednji Aziji, vendar mu Kublajkan to prepreči.

### Ostalo
- Veliki četrtek - Womrath, Renski palatinat, SRC: umorjen je 16 letni mladenič Verner iz Oberwesela, krivdo za umor pa lokalno prebivalstvo pripiše Judom. Pogromi se razširijo po Porenju, ko intervenira kralj Rudolf I. Habsburški, ki zaščiti Jude. Kmalu se začno dogajati "čudeži" na priprošnjo k temu mlademu mučeniku in kraj njegove smrti postane romarsko središče.
  - Dogodek je povod v pogrome zoper Jude širom Evrope. 1289 ↔
- 8. junij - Jugozahodni Wales: Valižani se pod vodstvom plemiča Rhysa ap Maredudda, ki je potomec bivše valižanske kraljeve hiše Deheubarth, uprejo angleškemu kralju Edvardu Dolgokrakemu. 1288 ↔
- Egiptovski mameluški sultan Kalavun zavzame Latakijo, zadnjo izpostavo prosule Antiohijske kneževine. ↓
- 19. oktober → Umre tripolitanski grof Bohemond VII.. Med seboj sprto mesto, ki je tudi edini ostanek grofije, nasledi njegova sestra Lucija. Genovčani  nasprotujejo njeni instalaciji in sami okličejo svojo podesto ter s tem Tripoli spremenijo v genovsko kolonijo. Uspe jim podkupiti tudi novo grofico Lucijo. Benečani, ki so v vojni z Genovčani, in baron Gibeleta[2] Bartolomej Embriako se obrnejo na Kalavuna naj napade mesto. 1289 ↔
- Umrlega atenskega vojvodo Vilijema I. de la Rocheja nasledi njegov mladoletni sin Gvido II.
- Umrlega delhijskega mameluškega sultana Balbana na njegovo željo nasledi vnuk Kajkubad, saj ne zaupa svojemu sinu kronskemu princu in guvernerju Bengalije Bugraju. Novi sultan Kajkubad, ki je lutka močnejših vezirjev, se ne želi spopasti z očetom in se raje preda razuzdanemu življenju, zato se Bugra osamosvoji in okliče za sultana Bengalije.
- Toskana: meščani Pistoije začno ob podpori ceha srebrarjev z ambiciozno izgradnjo novega oltarja iz srebra posvečenega svetemu Jakobu. Izgradnja oltarja, ki je preko trenutnih finančnih zmožnosti mesta, traja 200 let.
- Montpellier: frančiškanski menih in član uboštvene struje spiritualov Peter Olivi se uspešno ubrani obtožb krivoverstva.
- Toskanski slikar Cimabue dokonča ikono Križanega (Crucifix de Santa Croce).

## Rojstva
- 24. januar - Richard de Bury, angleški knjižničar († 1345)
- 25. april - Roger Mortimer, angleški regent, 1. grof March († 1330)
- 2. november - Nasr, emir Granade († 1322)

Neznan datum
- Friderik I., markiz Saluzza († 1336)
- Friderik IV., nürnberški mestni grof († 1332)
- Gaston I., grof Foixa, soknez Andore († 1315)
- Luchino Visconti, italijanski plemič, vladar Milana († 1349)
- Margareta iz Castella, italijanska usmiljenka, svetnica († 1320)
- Robert III. Artoiški, razlaščeni francoski plemič, angleški agent († 1342)
- Vilijem iz Ockhama, angleški frančiškan, filozof, teolog, politični pisec († 1347)
- Wang Mian, kitajski slikar († 1359)

## Smrti
- 3. april - papež Honorij IV. (* 1210)
- 8. maj - Prijezda I. Kotromanić, bosanski ban (* 1211)
- 31. avgust - Konrad von Würzburg, nemški pesnik
- 19. oktober - Bohemond VII., tripolitanski grof (* 1261)

Neznan datum
- Abu Umar ibn Said, kadi otoka Minorka
- Gijas ud-Din Balban, delhijski mameluški sultan
- Llywelyn ap Dafydd, nominalni valižanski princ (* 1267)
- Tuda Mengu, mongolski kan Zlate horde
- Vilijem I. de la Roche, atenski vojvoda, ahajski regent